# Neomorphus radiolosus
A Neomorphus radiolosus a madarak osztályának kakukkalakúak (Cuculiformes) rendjébe és a kakukkfélék (Cuculidae) családjába tartozó faj.

## Rendszerezése
A fajt Philip Lutley Sclater és Osbert Salvin írták le 1878-ban.

## Előfordulása
Ecuador és Kolumbia területén honos. Természetes élőhelyei a szubtrópusi és trópusi síkvidéki  és hegyi esőerdők. Állandó, nem vonuló faj.

## Megjelenése
Átlagos testhossza 50 centiméter.

## Életmódja
A talajon keresi táplálékát.

## Természetvédelmi helyzete
Az elterjedési területe kicsi és csökken, egyedszáma 1700 példány alatti és gyorsan csökken. A Természetvédelmi Világszövetség Vörös listáján veszélyeztetett fajként szerepel.